# Oda Nobutoshi
Oda Nobutoshi (織田 信敏?; Kyoto, 1853 – Tokyo, 1901) è stato un politico e militare giapponese del periodo Meiji.
Discendente di Oda Nobunaga, l'iconico daimyō del XVI secolo, Nobutoshi guidò importanti riforme militari e contribuì alla modernizzazione dell'esercito giapponese, ispirato dalle forze occidentali. Il suo operato nel campo delle innovazioni militari, come l'invenzione del "Reijin Cannon" e la fondazione dell'Istituto Oda per l’Ingegneria Militare, consolidò la sua reputazione come uno dei principali fautori della trasformazione tecnologica del Giappone.
Fedele all’eredità del clan Oda, Nobutoshi intraprese anche una campagna propagandistica per celebrare le gesta di suo nonno, Oda Nobunaga, e realizzare il sogno di un Giappone forte e unito, in grado di rivaleggiare con le potenze mondiali.

## Biografia
Oda Nobutoshi nacque nel 1853 a  Kyoto, in un Giappone ormai lontano dai tempi di suo leggendario antenato, Oda Nobunaga, il celebre daimyō che aveva quasi unificato il paese nel XVI secolo. Fin dalla giovinezza, Nobutoshi mostrò un'intelligenza vivace e una curiosità per la modernità, alimentata dall'apertura del Giappone al mondo esterno dopo secoli di isolamento. Crescendo, fu fortemente influenzato dai racconti di famiglia e dal desiderio di riportare onore e potere al nome del clan Oda, che, dopo la morte di Nobunaga, aveva perso molta della sua influenza.

### Ascesa politica e modernizzazione dell’esercito
Nel 1870, Oda Nobutoshi entrò nell’arena politica durante il periodo Meiji, un’epoca in cui il Giappone stava vivendo una transizione radicale verso la modernità. Grazie alla sua abilità diplomatica e alla conoscenza delle nuove tecnologie militari europee, Nobutoshi ottenne l’incarico di Ministro per la Modernizzazione e la Difesa. Convinto che il Giappone dovesse sviluppare una forza militare in grado di competere con le potenze occidentali, promosse una riforma senza precedenti dell’esercito giapponese, ispirandosi ai modelli prussiani.
Uno dei suoi contributi più significativi fu l’introduzione del sistema di reclutamento nazionale, che permetteva di arruolare giovani di ogni ceto sociale, rompendo la tradizione che limitava la carriera militare ai soli samurai. Questa riforma fu cruciale nella trasformazione dell’esercito giapponese in una forza moderna e unificata. Durante la ribellione di Satsuma del 1877, Nobutoshi dimostrò la sua abilità strategica, guidando le truppe imperiali contro i ribelli samurai fedeli alla tradizione. Pur vincendo, trattò i ribelli con rispetto, onorando il loro coraggio e mantenendo viva la memoria dell’onore samuraico.

### Il Reijin Cannon e l’Istituto Oda per l’Ingegneria Militare
Oltre alle sue cariche politiche e militari, Nobutoshi si distinse come inventore. Fu uno dei primi giapponesi a sviluppare un prototipo di artiglieria innovativa, chiamato il Reijin Cannon (風神砲, "Cannone del Vento Divino"), una rudimentale arma a fuoco rapido ispirata agli studi europei e alle prime mitragliatrici occidentali. Il Reijin Cannon si rivelò particolarmente efficace nelle battaglie costiere, offrendo un vantaggio strategico nelle prime manovre marittime del Giappone contro le incursioni straniere.
Per promuovere l’innovazione, Nobutoshi fondò anche l'Istituto Oda per l’Ingegneria Militare, un’accademia dedicata allo studio delle nuove tecnologie e all’addestramento di giovani ingegneri militari. L’Istituto divenne rapidamente un centro d’eccellenza, formando una generazione di esperti militari e scientifici che sarebbero poi stati fondamentali nell’espansione dell’influenza giapponese in Asia.

### La campagna di propaganda e il recupero della gloria del clan Oda
Determinato a riabilitare l’immagine del clan Oda, Nobutoshi lanciò una campagna di propaganda che celebrava la figura del suo antenato Nobunaga e il suo sogno di un Giappone unito. Scrisse una serie di articoli e tenne discorsi pubblici nei quali raccontava le gesta eroiche di Nobunaga e presentava il suo stesso operato come una continuazione del “Tenka Fubu<” (天下布武, “Una sola insegna militare sotto il cielo”), il motto di Nobunaga per unificare il Giappone.
Secondo Nobutoshi, la sua missione era quella di riportare il Giappone agli antichi fasti, non più attraverso le armi della tradizione, ma con la forza della modernità. Nobutoshi dichiarava pubblicamente di essere guidato dallo spirito di Nobunaga, ispirato a portare gloria al Giappone e ad assicurare che il clan Oda fosse ricordato come il simbolo della rinascita giapponese.

### La morte e il lascito di un eroe
Nel 1901, Oda Nobutoshi morì improvvisamente a causa di una malattia, lasciando il Giappone nel pieno della sua ascesa come potenza mondiale. Sebbene la sua vita fosse stata breve, l’eredità di Nobutoshi come modernizzatore, stratega e visionario continuò a influenzare il paese. Fu ricordato come l'“Ultimo Erede di Nobunaga”, un uomo che, pur vivendo in un’epoca di modernizzazione, aveva saputo mantenere viva la memoria e l’onore della tradizione samuraica. Il suo nome, per molti giapponesi, divenne simbolo di coraggio e di lungimiranza.
Oda Nobutoshi, con il suo sogno di un Giappone forte e unito, rimase una figura leggendaria nella storia del Giappone moderno, ricordato come un ponte tra la tradizione e il futuro.